# Mauricio Sotelo
Mauricio Sotelo (Madrid, 2 d'octubre de 1961) és un compositor, professor i director d'orquestra espanyol que actualment resideix a Berlín.
És un dels compositors espanyols més internacionals i reconeguts. Actualment és professor de composició a l'ESMuC (l'Escola Superior de Música de Catalunya) a Barcelona i va estudiar a la Universität für Musik (Universitat de Música i Arts Escèniques) de Viena obtenint l'any 1987 premi d'honor per unanimitat.
Sotelo ha rebut nombrosos premis i reconeixements durant la seva carrera, entre ells el prestigiós "Premi Nacional de Música" o el "Premi Reina Sofia" i és el creador de l'anomenat flamenc espectral.

## Biografia[1]
Mauricio Sotelo s'inicià de forma autodidàctica amb la guitarra i posteriorment va fer estudis de violí, piano i teoria musical en el Real Conservatori de Música de Madrid.
L'any 1979, canvia de residència i es trasllada a la ciutat de Viena on estudia a la Universität für Musik (Universitat de Música i arts escèniques). Quan acaba de rebre classe amb Dieter Kaufmann, és admès a la Càtedra de Composició dirigida per Francis Burt, a qui Sotelo li dedicarà l'any 2001 l'obra De Vinculis: Ge-burt. A Francis Burt i als seminaris amb Roman Huabenstock-Ramati. L'any 1987 acaba els estudis de composició amb l'obtenció del Premi d'honor de fi de carrera per unanimitat. Mauricio sotelo també estudia a Viena electroacústica amb Dieter Kaufmann i Direcció d'orquestra amb Karl Österreicher.
Durant els seus anys a Viena (1979 - 1992) Sotelo participa, juntament amb Beat Furrer en la creació de la ''Société de l'art acoustique'', que més tard és coneguda com a Klangforum Wien. Aquest grup és important al voltant de Mauricio Sotelo per dues raons: En primer lloc, per la relació personal entre el compositor i Beat Furrer i els mateixos músics del grup i en segon lloc per la contínua i íntima col·laboració artística d'ambdues parts. Encara que sense cap dubte, el que més va influenciar Sotelo durant la seva estada a Viena va ser el contacte amb el compositor italià Luigi Nono, un creador que marca una intensa influència en el seu pensament musical.
A finals dels anys 1980 Sotelo també coincideix amb el poeta Jose Ángel Valente, una figura essencial per comprendre el catàleg del compositor.
Anys després, de volta en Espanya i després de l'èxit a l'estrena de Tenebræ Responsoria que comptava amb la participació del cantaor flamenco Enrique Morente. Sotelo comença la seva activitat com a professor convidat a diferents llocs de la geografia peninsular, com per exemple l'Aula de Música de la Universitat de Alcalá de Henares (1993-1995), en el Seminari de Composició a la Universitat de Colúmbia a Nova York (1996), en el Curs de Composició del Festival Internacional d'Orgue de Lleó i més recent, en el Seminari de Composició de la Casa de Música de Porto (2002), en la Càtedra de Composició Manuel de Falla de Cádiz (2007) i en els Cursos de Composició del Conservatori Superior de Música de Córdoba (2009).
A principis del segle xxi, Sotelo consolida la seva carrera com a creador i és reconegut institucionalment a Espanya, aconseguint premis com el Premi Nacional de Música (2001) i acabant diferents obres fonamentals en el seu catàleg com ''Wall of light'' (2003-2007) dedicada a l'obra del pintor abstracte Sean Scully o ''Sonetos del amor oscuro. Cripta sonora para Luigi Nono'' (2003-2005).
Durant els anys 2011 - 2013 ha sigut compositor en residència en el Wissenschaftskolleg zu Berlin (Institut d'estudis avançats de Berlín) un institut interdisciplinari on els diferents investigadors exposen i treballen els seus projectes.
Actualment viu a Berlín i treballa com a professor a l'assignatura de composició principal a l'Esmuc a Barcelona (Catalunya).

## Estil, creació i influències

### Luigi Nono

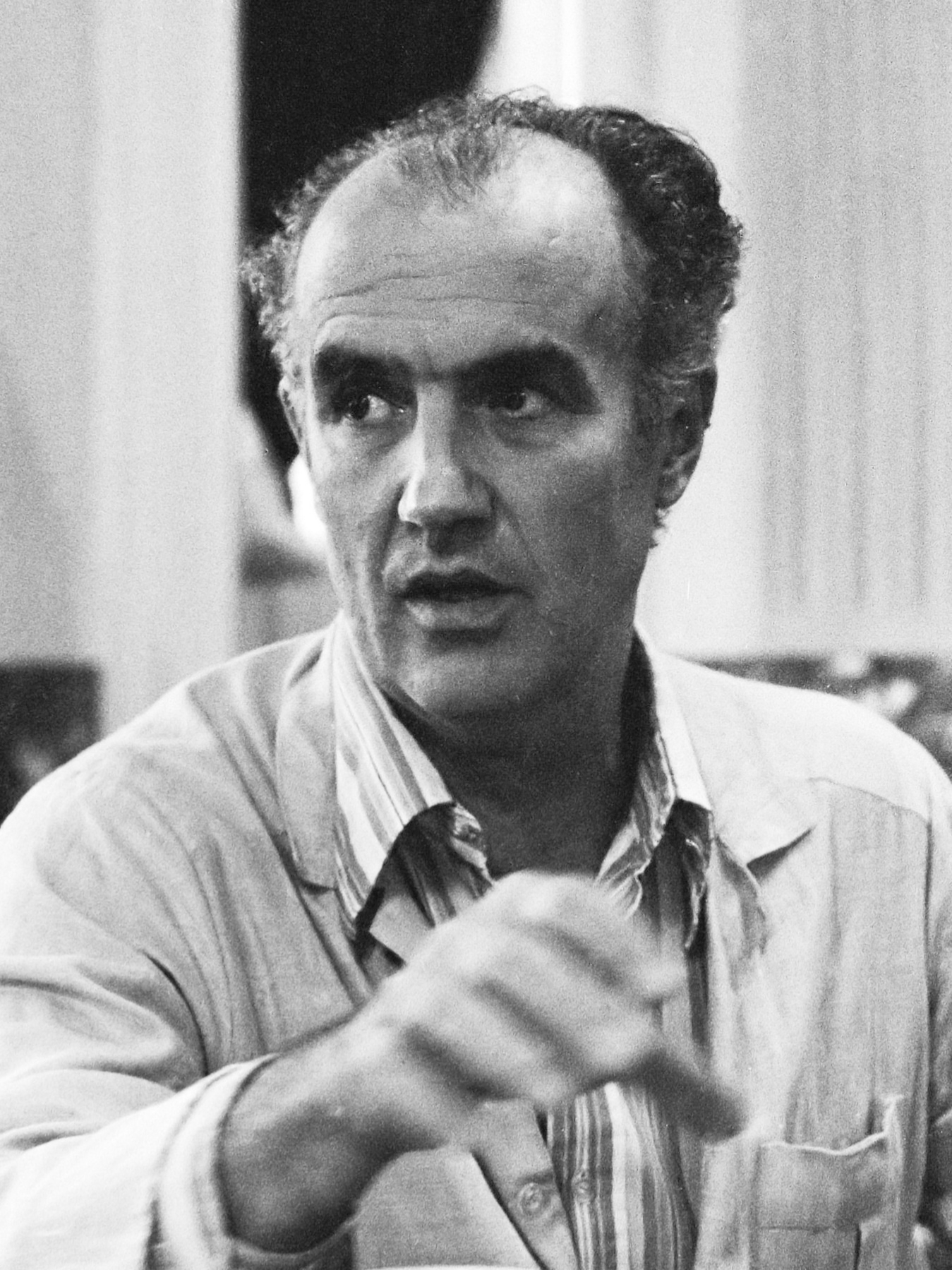
Luigi Nono, compositor venecià. Pilar fonamental en l'educació personal i creativa de Mauricio Sotelo.

Una de les claus més importants per entendre la creativitat de Mauricio Sotelo és la influència del compositor venecià Luigi Nono. De fet Sotelo li dedica nombroses obres al llarg de la seva carrera com Nel suono indicibile – a Luigi Nono (1989-1990), Due voci… come un soffio dall’ estrema lontananza (1990-1991) en la que utilitza textos de Massimo Cacciari, un filòsof molt vinculat a Luigi Nono, Frammenti de l’infinito. Lorca-Nono. Diálogo del amargo (1998), en la que apareix poesia de Federico García Lorca (Poeta que també va influenciar a Nono) i el ballet Der rote Mantel (1955).
Aquesta afinitat musical amb Luigi Nono es materialitza de diferents formes en l'obra de Sotelo a través de la reflexió de l'arquitectura de la memòria, la tradició oral, l'escolta, el món intern del so i l'atracció personal del compositor pel flamenc.

### José Ángel Valente
A finals de 1980, Sotelo entra en contacte amb l'escriptor i poeta gallec José Ángel Valente, al que no coneix en persona fins a 1992. La poesia del gallec influeix en la música del compositor i escriu obres com Memoriae. Escritura interna sobre un espacio poético de José Ángel Valente (1994), Nadie (1995–97), Epitafio (1997), In pace (1997), Si después de morir... In memoriam José Ángel Valente (2000), El rayo de tiniebla (2008), Arde el alba (2008-2009) i Muros de dolor... V: José Ángel Valente – Memoria sonora (2009).

### Sean Scully
Molt similar al que va ocórrer amb José Ángel Valente, el compositor troba un pensament molt proper a l'obra plàstica i teòrica del pintor Sean Scully, al que va conèixer a Sevilla l'any 1997 durant el II festival Internacional de les arts Sibila. Sotelo s'interessa sobretot pel seu procés creatiu. ''Es la claridad de la arquitectura, la que permite a la luz liberarse de la atadura del cuerpo y revelarse como vibración del aire, como música, en definitiva".
Sotelo crea diverses obres dedicades, almenys conceptualment al treball del Pintor com per exemple Chalan – Wall of light earth (2003), Wall of light red – für Beat Furrer (2003-2004), Sonetos del amor oscuro. Cripta Sonora para Luigi Nono (2005) en la que van ser projectades algunes pintures de Scully com a fons escènic, Wall of light sky (2005-2006), Wall of light black – for Sean Scully (2005-2006) i Night (2007).
Hem de diferenciar que no es tracta d'una abstracció de l'univers pictòric a la música, sinó d'una complexa relació entre dues disciplines artístiques inicialment diferents. Això ho afirma el mateix compositor. "dos rasgos fundamentales de la pintura de Sean Scully (...) coinciden plenamente con mi concepción del sonido: el aspecto formal y la vibración del color. (...) La superposición de capas de color en la pintura de Scully produce un espacio profundo y vibrante, único como experiencia de percepción de la plena armonía entre color y proyección expresiva. En cierto sentido, se produce una suerte de danza entre los destellos de los diferentes planos de luminosidad"
Totes aquestes influències artístiques i poètiques han de ser enteses com a claus estètiques per analitzar la forma en què Sotelo observa el seu procés creatiu i com a referències conceptuals, textuals i per acabar visuals. Elements que s'ha de tindre en compte per a l'escolta de la Música de Sotelo.

### Federico García Lorca
L'atracció del compositor por el flamenc (música que inspirava al poeta) i per l'atracció de Luigi nono per la poesia de Lorca marca una constant en l'obra de Sotelo en la que treballa sobre la figura de Federico García Lorca en obres com Canta la luz herida por el hielo. Homenaje a Federico García Lorca, Frammenti de l’infinito. Lorca-Nono, Diálogo del amargo e Interludien zu Lorcas ‘Canciones Populares’ (1988)
A febrer de l'any 2012 Mauricio Sotelo va rebre l'encàrrec de mans de Gerard Mortier (Director artístic del teatre reial de Madrid des de 2010 fins a l'estiu de 2013) per compondre una òpera sobre l'obra de teatre ''El Público'' de Lorca. Gerard Mortier no la va arribar a escoltar mai, va morir al març de 2014 a causa d'un càncer de pàncrees. El llibret és de l'escriptor Andrés Ibáñez. L'opera consta d'un pròleg i cinc escenes i es va estrenar al Teatre reial de Madrid en Febrer de 2015.

## Sotelo i el flamenc
Des de l'any 1993 Mauricio Sotelo ha escrit una gran quantitat d'obres en la que el flamenc té una forta presència.
Una de les principals raons és la guitarra, instrument de joventut del Compositor on Sotelo mostra un profund coneixement idiomàtic des del començament de la seva carrera compositiva. En pròpies paraules de Mauricio. La guitarra es troba íntimament lligada al flamenc, amb tot l'imaginari simbòlic i artístic que comporta.
Algunes obres representatives són: Soleá (1984), Bulería (1984) o Como llora el viento (2007), per guitarra i orquestra, dedicada a Juan Manuel Cañizares.
Una altra raó està relacionada amb el pensament musical i el procés creatiu propis del flamenc, característiques pròpies que donen solució part de les inquietuds compositives de Sotelo. Però la principal qüestió és eliminar les fronteres entre el tòpic flamenc i la música contemporània i construir un nou univers musical en forma de flamenc contemporani.
El coneixement del Cant Flamenc és clau per entendre el flamenc, no sols per motius estètics o artístics. Mauricio va trobar totes les característiques en el cant de Enrique Morente a qui va conèixer l'any 1993 en l'estrena de Tenebrae Responsoria i van treballar junts en altres obres anys més tard. Des de principis de l'any 2000 Sotelo està immers en una profunda investigació sobre les qualitats tímbriques del cant flamenc i especialment en la veu d'Enrique Morente a la que utilitzant programari informàtic ha aconseguit extreure l'espectre sonor complet del cantaor i a partir d'aquest material ha establit una paleta sonora per a compondre noves obres. Aquest tipus de mètode ha portat el mateix Sotelo a denominar la seva música flamenc espectral, adaptant l'expressió de l'espectralisme francès.

### Alter-flamenco
El flamenc ja no és un estil musical exòtic lligat al folklore andalús, actualment el flamenc és una manifestació que s'integra naturalment en la Vanguardia de la música i l'art contemporani, com va passar amb compositors com Manuel de Falla o Béla Bartok podem trobar nombrosos exemples de manifestacions culturals de tradició oral a obra acadèmica
Sotelo transforma la seva pròpia identitat artística i després dels anys d'estudi a Viena, de les influències anteriorment esmentades i de les seves investigacions espectrals, actua com un nòmada cultural.

## Guardons[15]
1986 - Primer premi de Composició de la Jove Orquestra Nacional d'Espanya (JONDE)
1987 - Premi d'Honor de Fi de carrera per unanimitat a Viena
1989 - Primer premi de Composició de la SGAE
1991 - Premi de Composició (Förderpreis) de la ciudat de Viena
1992 - Premi de Composició de la WDR Forum Junger Komponisten
1997 - Premi Ernst von Siemens
1999 - Premi Daniel Montorio per la ópera «De Amore» (1999)
2000 - Premi «Reina Sofia» de composició musical
2001 - Premi Nacional de Música.

## Composicions[16]
| Any             | Obra                                                                                       | Instrumentació                                                                                 | Tipus d'obra             |
| --------------- | ------------------------------------------------------------------------------------------ | ---------------------------------------------------------------------------------------------- | ------------------------ |
| 2002            | Rinconete i Cortadillo.                                                                    | Electrònica.                                                                                   | Música d'escena (Ballet) |
| 2004            | El loco.                                                                                   | Saxòfon i Orquestra.                                                                           | Música d'escena (Ballet) |
| 2010            | Muerte sin fin.                                                                            | Bailaora, cantaor i Conjunt.                                                                   | Música d'escena          |
| 2011            | Muerte sin fin... comentario, a la memoria de Enrique Morente.                             | Recitador, bailaora, cantaor, conjunt i electrònica.                                           | Música d'escena          |
| 2011            | Luz Sobre Lienzo.                                                                          | Violí, bailaora, percussió i electrònica.                                                      | Música d'escena          |
| 1996 - 1999     | De Amore, Una Maschera di Cenere.                                                          | Conjunt, cinta i electrònica en viu.                                                           | Òpera                    |
| 2005 - 2006     | Dulcinea.                                                                                  | Orquestra.                                                                                     | Òpera Infantil           |
| 2011 - 2014     | El Público.                                                                                | Orquestra.                                                                                     | Òpera                    |
| 1994 - ...      | Bruno o el teatro de la memoria.                                                           | Orquestra                                                                                      | Òpera (inacabada)        |
| 1986            | Música extremada.                                                                          | Orquestra                                                                                      | Orquestra                |
| 1990 - 1991     | Due voci…, come un soffio dall'estrema lontananza.                                         | Clarinet, saxòfon, cor femení, orquestra i electrònica en viu                                  | Orquestra                |
| 1992 - 1993     | Tenebræ responsoria.                                                                       | Cantaor, saxòfon tenor, tuba, piano, doble cor mixt i tres grups instrumentals                 | Orquestra                |
| 1993 - 1994     | Rose in fiamme.                                                                            | Piano i orquestra                                                                              | Orquestra                |
| 1997 - 1998     | Al fuego, el mar (Versió revisada de Rose in fiamme.                                       | Piano i orquestra                                                                              | Orquestra                |
| 1996 - 1997     | De l’infinito, universo e mondi.                                                           | Violí, orquestra i electrònica                                                                 | Orquestra                |
| 1998            | Frammenti de l’infinito. Lorca-Nono diálogo del amargo.                                    | Orquestra i dispositiu electrònic                                                              | Orquestra                |
| 2000            | Lecturas del libro de Job.                                                                 | Flauta, orquestra de corda i recitador ad libitum                                              | Orquestra                |
| 1999 - 2000     | Cena de las cenizas.                                                                       | Orquestra                                                                                      | Orquestra                |
| 1999- 2000      | Si después de morir… in memoriam Jose Ángel Valente.                                       | Cantaor i Orquestra                                                                            | Orquestra                |
| 2003            | Chalan.                                                                                    | Percussió i orquestra                                                                          | Orquestra                |
| 2006            | Tamquam centrum circuli.                                                                   | Flauta, clavecí i orquestra                                                                    | Orquestra                |
| 2006 - 2007     | Muros de dolor… III'.                                                                      | Orquestra                                                                                      | Orquestra                |
| 2007            | Como llora el viento….                                                                     | Guitarra i Orquestra                                                                           | Orquestra                |
| 2009            | Cripta, música para Luigi Nono.                                                            | Cantaor, cor mixt, ensemble i dispositiu electrònic                                            | Orquestra                |
| 2008 - 2009     | Arde el alba.                                                                              | Soprà, cantaor i orquestra                                                                     | Orquestra                |
| 2011            | Cuerpos robados.                                                                           | Violí i orquestra                                                                              | Orquestra                |
| 2007 - 2008     | El rayo de tiniebla.                                                                       | Cantaor, cor i orquestra                                                                       | Orquestra                |
| 1989 - 1990     | Nel suono indicibile - a Luigi Nono.                                                       | Clarinet baix, clarinet contrabaix, saxòfon alt, saxòfon tenor, violoncel i electrònica en viu | Música de Cambra         |
| 1991            | Chez soi sans soi.                                                                         | Dos flautes, sintetitzador i electrònica en viu                                                | Música de Cambra         |
| 1994            | Memoriae. Escritura interna sobre un espacio poético de José Ángel Valente.                | Violoncel i contrabaix                                                                         | Música de Cambra         |
| 1995            | Animales celestes.                                                                         | Per a 1, 2, 3 o 4 violoncels                                                                   | Música de Cambra         |
| 1995            | De magia.                                                                                  | Saxòfon alt o tenor, percussió i piano                                                         | Música de Cambra         |
| 1999            | Peces del aire.                                                                            | Guitarra i violoncel                                                                           | Música de Cambra         |
| 2000            | Cábala del caballo.                                                                        | Guitarra i clavicèmbal                                                                         | Música de Cambra         |
| 2001            | Como el oscuro pez del fondo.                                                              | Flauta alto, percussió i sintetitzador ad libitum                                              | Música de Cambra         |
| 2002            | Degli eroici furori. Streichquartett N.1.                                                  | Quartet de Corda                                                                               | Música de Cambra         |
| 2004            | Artemis. Streichquartett N.2.                                                              | Quartet de Corda                                                                               | Música de Cambra         |
| 2004            | Audéeis.                                                                                   | Cantaor flamenc i quartet de Corda                                                             | Música de Cambra         |
| 2006            | Tisra. Klaviertrio N.1.                                                                    | Violí, violoncel i piano                                                                       | Música de Cambra         |
| 2007            | Venta varga.                                                                               | Violí, violoncel i piano                                                                       | Música de Cambra         |
| 2007 - 2009     | La mémoire incendiée: la guitare. Streichquartett N.3.                                     | Quartet de Corda                                                                               | Música de Cambra         |
| 2011            | Luz sobre lienzo.                                                                          | Violí, bailaora, percussió i electrònica                                                       | Música de Cambra         |
| 2012            | Azul de lontananza.                                                                        | Sextet de Corda                                                                                | Música de Cambra         |
| 2015            | Le temps scintille... Streichquartett N.4.                                                 | Quartet de Corda i electrònica                                                                 | Música de Cambra         |
| 1995            | Su un oceano di scampanellii.                                                              | Piano                                                                                          | Música solista           |
| 2006            | Green aurora dancing over the night side of the earth.                                     | Piano                                                                                          | Música solista           |
| 2009            | Jerez desde el aire.                                                                       | Piano                                                                                          | Música solista           |
| 2012            | Sub rosa.                                                                                  | Piano                                                                                          | Música solista           |
| 2012            | Aber das Wehende höre....                                                                  | Piano                                                                                          | Música solista           |
| 2014            | Ancora un segreto, homenaje a Alfred Brendel.                                              | Piano                                                                                          | Música solista           |
| 2013            | Encore... La joie III.                                                                     | Piano                                                                                          | Música solista           |
| 2008            | Supernova-Santa Marina La Real.                                                            | Orgue                                                                                          | Música solista           |
| 1996            | El amor imposible.                                                                         | Guitarra                                                                                       | Música solista           |
| 2008            | Como llora el agua.                                                                        | Guitarra                                                                                       | Música solista           |
| 2013            | Encore... La joie I, de Como llora el Agua.                                                | Guitarra                                                                                       | Música solista           |
| 2001            | De vinculis: Ge-Burt. A Francis Burt.                                                      | Violí                                                                                          | Música solista           |
| 2001            | Estremecido por el viento. Canto a Federico para violín solo.                              | Violí                                                                                          | Música solista           |
| 2009            | Muros de dolor... V: José Ángel Valente-Memoria sonora.                                    | Violí i electrònica en viu                                                                     | Música solista           |
| 2013            | Encore... La joie II de Cuerpos robados.                                                   | Violí                                                                                          | Música solista           |
| 1995            | De Amore.                                                                                  | Violoncel                                                                                      | Música solista           |
| 2010            | Muros de dolor... VI: Soleá.                                                               | Violoncel                                                                                      | Música solista           |
| 1996            | Trama, Il Flauto di Marsia.                                                                | Flauta                                                                                         | Música solista           |
| 1998            | Del aura al suspirar.                                                                      | Flauta Contrabaix o flauta baix i sintetitzador                                                | Música solista           |
| 2012            | Muros de dolor... Ib.                                                                      | Flauta                                                                                         | Música solista           |
| 2005            | Muros de dolor... II.                                                                      | Flauta                                                                                         | Música solista           |
| 2009            | A Roberto-La chiarezza deserta.                                                            | Flauta                                                                                         | Música solista           |
| 2003            | Toná.                                                                                      | Clarinet                                                                                       | Música solista           |
| 1997            | Argo.                                                                                      | Saxòfon alt o tenor                                                                            | Música solista           |
| 2005            | Muros de dolor...I.                                                                        | Saxòfon Tenor                                                                                  | Música solista           |
| 2001            | De vinculis: Gong. A Nuria Schönberg.                                                      | Percussió                                                                                      | Música solista           |
| Anterior a 1989 | Les obres escrites anteriors a 1989 han estat retirades del catàleg pel mateix compositor. |                                                                                                |                          |

## Recursos en línia
- Mauricio Sotelo Arxivat 2011-05-22 a Wayback Machine. web oficial.
- Mauricio Sotelo en Universal Edition.